# New York, I Love You
New York, I Love You es una película romántica estrenada en Estados Unidos el 16 de octubre de 2009. Del mismo productor de Paris, je t'aime, presenta un reparto coral que incluye a Shia LaBeouf, Natalie Portman, Hayden Christensen, Orlando Bloom, Chris Cooper, Andy García, Christina Ricci, Robin Wright Penn, Julie Christie y Ethan Hawke. El filme se presentó en el Festival Internacional de Cine de Toronto en septiembre de 2009.

## Argumento
New York, I Love You es un trabajo colectivo de once cuentos cortos, cada uno de cerca de 10 minutos de duración. Algunos de sus actores poseen un reconocimiento internacional, como Natalie Portman, Bradley Cooper, Blake Lively, Shia LaBeouf, Hayden Christensen, Orlando Bloom o Irrfan Khan). Cada cuento fue rodado en uno de los barrios de la ciudad de New York. Similar a la cinta anterior, Paris, je t'aime, los cuentos cortos presentados juntos no están relacionados unos con otros, pero se unifican en el tema común de la búsqueda del amor.

## Reparto
- Bradley Cooper como Gus Cooper.
- Hayden Christensen como Ben.
- Andy García como Garry.
- Rachel Bilson como Molly.
- Natalie Portman como Rifka Malone.
- Irrfan Khan como Mansuhkhbai.
- Orlando Bloom como David Cooler.
- Christina Ricci como Camille.
- Maggie Q como Janice Taylor.
- Ethan Hawke como Writer.
- Anton Yelchin como Kane.
- James Caan como Mr. Riccoli
- Olivia Thirlby como Mallorie Fish.
- Drea de Matteo como Lydia Kault.
- Julie Christie como Isabelle Allen.
- John Hurt como Waiter.
- Shia LaBeouf como Jacob.
- Uğur Yücel como Painter.
- Carlos Acosta como Dante.
- Shu Qi como Woman.
- Chris Cooper como Alex Simmons.
- Robin Wright Penn como Anna.
- Eli Wallach como Abe.
- Cloris Leachman como Mitzie.
- Blake Lively como Gabrielle.
- Jacinda Barrett como Maggie.
- Eva Amurri como Sarah.
- Justin Bartha como Sarah's Boyfriend.
- Burt Young como Landlord.
- Sonny Sandoval como George.

## Recepción

### Ganancias
Desde el 26 de octubre de 2009, el filme ha recaudado 7 968 793 dólares en el interior del país.